# Helgums distrikt
Helgums distrikt är ett distrikt i Sollefteå kommun och Västernorrlands län. Distriktet ligger omkring Helgum i västra Ångermanland. 

## Tidigare administrativ tillhörighet
Distriktet inrättades 2016 och utgörs av Helgums socken i Sollefteå kommun.
Området motsvarar den omfattning Helgums församling hade 1999/2000.

## Tätorter och småorter
I Helgums distrikt finns en småort men inga tätorter. 

### Småorter
- Helgum (del av)